# Sorkikisfalud
Sorkikisfalud 1939-ben Sorkifaludba olvadt egykori község Vas vármegyében, a Szombathelyi járásban.

## Fekvése
Szombathelytől 17 kilométerre délkeletre a Sorok-patak bal partján fekszik, ma Sorkifalud községközpontját képezi. Központján a 8703-as út halad végig, külterületi részeit érinti északon még a 8442-es út is. Dömötöri településrésszel a 87 104-es számú mellékút köti össze.

## Nevének eredete
Nevét a Sorok-patakról kapta, amely mellett fekszik.

## Története
1424-ben Kysfalud néven említik először. Régi kisnemesi község.
Fényes Elek szerint "Kisfalud, magyar falu, Vas vmegyében, ut. p. Szombathely, 160 kath., 40 evang. lak. Többeké."
Vas vármegye monográfiájában „Sorki-Kisfalud, Sorokmenti nemesi község 43 házzal és 266 r. kath. és ág. ev. vallású, magyar lakossal. Postája Dömötöri, távírója Molnári. A Gussich -család innen nyerte prédikátumát.”
1910-ben 265 magyar lakosa volt. 1939-ben hozzácsatolták Dömötörit és Szentlérántot, majd nevét 1943-ban Sorkifaludra változtatták.

## Külső hivatkozások
- Sorkifalud honlapja